# La torre de las sombras
La torre de las sombras (conocido como Lost in Shadow en Norteamérica, A Shadow's Tale en regiones PAL y como Kage no Tō ( 影の塔 ? , lit. "Tower of shadows" en Japón) es un puzle y plataformas desarrollado por Hudson Soft para la consola Wii. Posteriormente fue reeditado por Konami para la consola Wii U mediante descarga digital a través de la Nintendo eShop.
El juego se basa en los fondos de los escenarios donde el jugador controla a la sombra de un joven. Nintendo anunció el juego en la feria del E3 2010. Aunque cuenta con una historia no muy concreta, fueron realmente sus gráficos y jugabilidad lo que interesaron al público.

## Desarrollo
La historia comienza en una alta torre que alcanzaba el nivel de las nubes. En su cima, un muchacho inconsciente flota en un altar, entonces de la sombras aparece una figura sombría, al acercarse al muchacho empuñó una espada negra y la blandió separando la sombra del muchacho de su cuerpo, cayendo al suelo. La figura encapuchada tomó con su sombra la sombra del muchacho y lo tiró desde lo alto de la torre, su sombra despierta con ayuda de un sylpho (una criatura que controla la luz, similar a un hada), conforme va subiendo la torre el muchacho se encuentra con un monstruo hecho de sombras que con solo tocarlo se disiparía. Al escapar, el muchacho descubre la razón por la cual está ahí; los espíritus de la torre necesitaban la sombra de un cuerpo vivo para derrotar al monstruo que devoró las almas de esas desafortunadas personas inofensivas. El muchacho sabe que su cuerpo está vivo, pero si el monstruo lo devoraba, su cuerpo moriría. Al final de derrotar al monstruo, las almas son liberadas y el muchacho de cuerpo de luz se desmaya y lo que alcanza a ver es la figura sombría del principio que junto a sylpho cargaba su cuerpo original. Al despertar el muchacho, ahora con su cuerpo, se levanta y camina hacia la salida.
Hay momentos donde se puede controlar la luz con la ayuda de sylpho, y puedes caminar en 3D gracias a las puertas de luz que dan un cuerpo de luz provisional, pero por tiempo limitado.